# Élections au Parlement d'Andalousie de 2004
Les élections au Parlement d'Andalousie de 2004 (en espagnol : Elecciones al Parlamento de Andalucía de 2004) se tiennent le dimanche 14 mars 2004, afin d'élire les 109 députés de la VIIe législature du Parlement d'Andalousie pour un mandat de quatre ans. Le scrutin se tient le même jour que les élections aux Cortes Generales.
Avec le deuxième taux de participation le plus élevé de l'histoire électorale régionale, le Parti socialiste du président de la Junte Manuel Chaves reconquiert la majorité absolue perdue en dix ans, s'arroge un succès à l'ampleur inattendue et réalise son deuxième meilleur résultat dans la communauté autonome, après 1982. C'est la septième fois consécutive que la victoire lui revient. Il devance très largement le Parti populaire, qui retrouve son niveau de 1990 en dépit d'une campagne où il a cherché, sans succès, à ne pas mobiliser l'électorat de gauche.
Près de six semaines après la tenue du scrutin, Manuel Chaves est investi pour un cinquième mandat. Il forme ensuite le premier gouvernement majoritairement féminin de l'histoire espagnole.

## Contexte
Le Parti socialiste (PSOE-A) du président de la Junte Manuel Chaves remporte les élections régionales du 12 mars 2000 avec une majorité relative de 52 députés sur 109. Il devance le Parti populaire (PP) de la maire de Cadix Teófila Martínez, qui réalise son meilleur résultat dans la communauté autonome avec 46 sièges. Si le Partido Andalucista (PA), partenaire de coalition du PSOE-A, obtient un résultat stable, la Gauche unie Les Verts – Appel pour l'Andalousie (IULV-CA) est en net recul, perdant sept députés sur treize. Une répétition de l'alliance entre socialistes et nationalistes andalous est alors attendue.
Après seulement deux jours de négociations, le PSOE-A et le PA concluent le 11 avril un accord pour renouveler leur coalition. Le 25 avril, Manuel Chaves est investi par le Parlement pour un quatrième mandat, par 57 voix favorables sur 109 et 52 contre, bénéficiant de la confiance des socialistes et des nationalistes. Il présente son nouveau gouvernement trois jours plus tard.
Lors des élections municipales du 25 mai 2003, le Parti socialiste confirme son statut de première force politique de la communauté autonome avec 38,2 % des voix, contre 30,8 % pour le Parti populaire. Le PP remporte cependant un succès dans les capitales provinciales, en dépit d'importantes controverses au niveau national : il obtient la majorité absolue à Cadix, Huelva, Jaén et Malaga, la conquiert à Grenade et semble en mesure de reprendre Almería avec l'aide d'un parti local. Le PSOE s'impose à Séville sans majorité mais en empêchant toute alternance et l'emporte à Jerez de la Frontera, aux mains des nationalistes depuis la Transition. Izquierda Unida (IU) conserve Cordoue, manquant la majorité à un élu, et le Partido Andalucista perd son fief historique d'Algésiras.

## Mode de scrutin

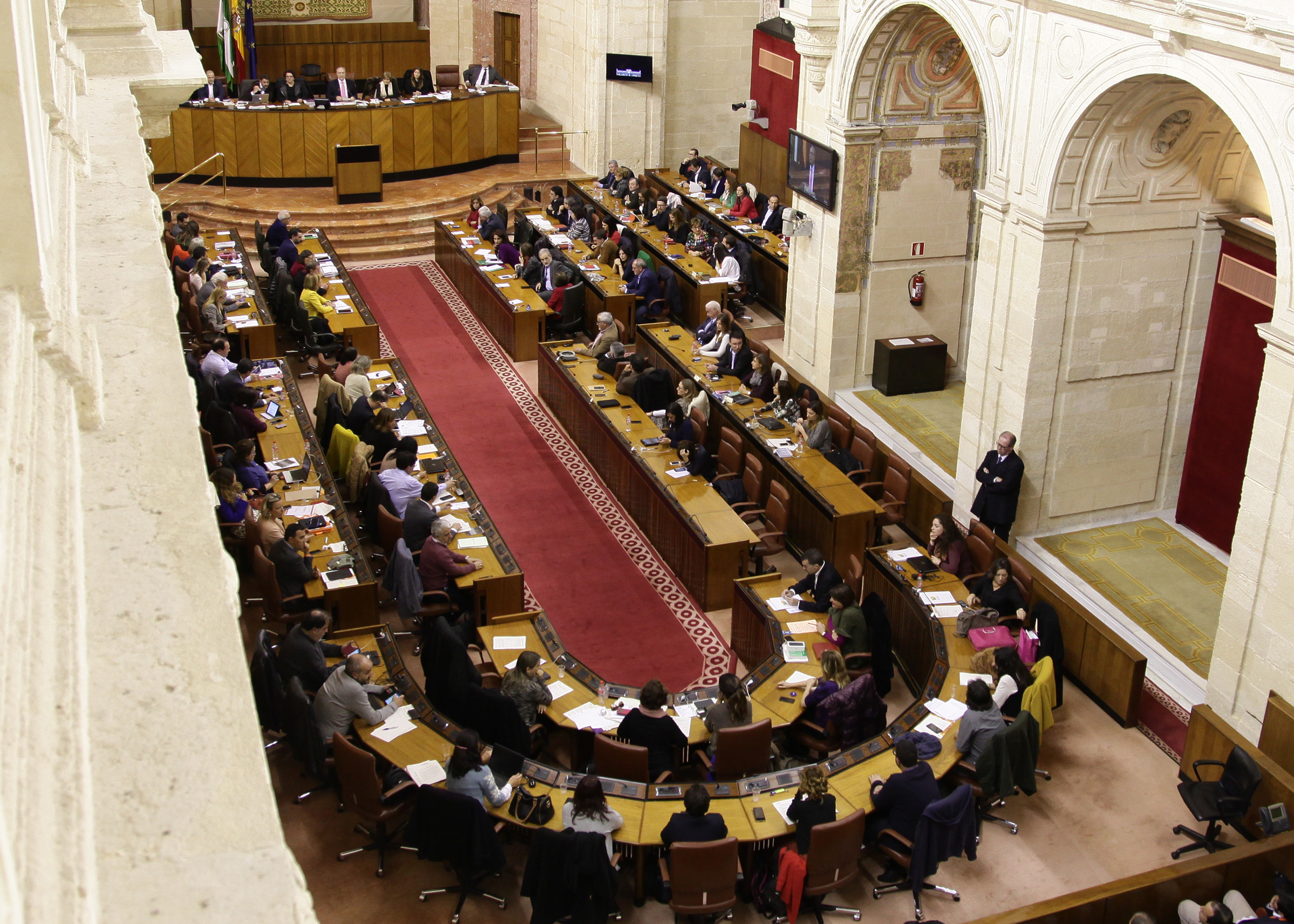
Hémicycle du Parlement, dans l'ancien hôpital de las Cinco Llagas.

Le Parlement d'Andalousie (Parlamento de Andalucía) est une assemblée parlementaire monocamérale constituée de 109 députés (diputados), élue pour une législature de quatre ans au suffrage universel direct selon les règles du scrutin proportionnel d'Hondt par l'ensemble des personnes résidant dans la communauté autonome où résidant momentanément à l'extérieur de celle-ci, si elles en font la demande.

### Convocation du scrutin
Conformément à l'article 26 du statut d'autonomie, le Parlement est élu pour un mandat de quatre ans. L'article 14 de la loi électorale andalouse du 2 janvier 1986, combiné aux dispositions l'article 42 de la loi électorale nationale, précise que les élections sont convoquées au moyen d'un décret du président de la Junte d'Andalousie, signé 25 jours avant la fin du mandat et publié au Journal officiel, le scrutin devant se tenir le 54e jour suivant la publication du décret mais pas entre le 1er juillet et le 31 août,. Cette interdiction a été instaurée en 1994, suivant des débats préalables aux élections de 1990, afin d'éviter une chute de la participation causée par la combinaison des vacances et des fortes chaleurs habituelles en Andalousie à cette période.

### Nombre de députés par circonscription
Puisque l'article 26 du statut d'autonomie prévoit que « le Parlement d'Andalousie sera constitué d'un nombre de députés compris entre 90 et 110 », l'article 17 de la loi électorale indique que le nombre de parlementaires est fixé à 109 et attribue à chaque circonscription 8 sièges d'office, les 45 mandats restant étant distribués en fonction de la population provinciale. L'article 28 du statut énonce effectivement que « la province constitue la circonscription électorale » et précise qu'aucune circonscription ne peut avoir plus du double de représentants qu'une autre.
Le décret de convocation des élections, publié le 20 janvier 2004, dispose que les sièges sont répartis ainsi : 
| Circonscriptions   | Députés |
| ------------------ | ------- |
| Séville            | 18      |
| Malaga             | 16      |
| Cadix              | 15      |
| Cordoue et Grenade | 13      |
| Jaén               | 12      |
| Almería et Huelva  | 11      |

### Présentation des candidatures
Peuvent présenter des candidatures,, : 
- les partis ou fédérations politiques enregistrées auprès du registre des associations politiques du ministère de l'Intérieur ;
- les coalitions électorales de ces mêmes partis ou fédérations dûment constituées et inscrites auprès de la commission électorale au plus tard 10 jours après la convocation du scrutin ;
- et les électeurs de la circonscription, en nombre d'au moins 1 % des inscrits.

### Répartition des sièges
Seules les listes ayant recueilli au moins 3 % des suffrages valides — vote blanc inclus — peuvent participer à la répartition des sièges à pourvoir dans une circonscription, qui s'organise en suivant différentes étapes : 
- les listes sont classées en une colonne par ordre décroissant du nombre de suffrages obtenus ;
- les suffrages de chaque liste sont divisés par 1, 2, 3... jusqu'au nombre de députés à élire afin de former un tableau ;
- les mandats sont attribués selon l'ordre décroissant des quotients ainsi obtenus.

Lorsque deux listes obtiennent un même quotient, le siège est attribué à celle qui a le plus grand nombre total de voix ; lorsque deux candidatures ont exactement le même nombre total de voix, l'égalité est résolue par tirage au sort et les suivantes de manière alternative.

## Campagne

### Principales forces politiques
| Force politique | Force politique                                                                                            | Force politique | Chef de file                               | Idéologie                                                               | Résultats en 2000          |
| --------------- | --- | --------------- | ------------------------------------------ | ----------------------------------------------------------------------- | -------------------------- |
|                 | Parti socialiste ouvrier espagnol d'Andalousie (es) Partido Socialista Obrero Español de Andalucía         | PSOE-A          | Manuel Chaves (Président de la Junte)      | Centre gauche Social-démocratie, progressisme, nationalisme             | 44,3 % des voix 52 députés |
|                 | Parti populaire (es) Partido Popular                                                                       | PP              | Teófila Martínez (Maire de Cadix)          | Centre droit à droite Conservatisme, démocratie chrétienne, libéralisme | 38,0 % des voix 46 députés |
|                 | Gauche unie Les Verts – Appel pour l'Andalousie (es) Izquierda Unida Los Verdes-Convocatoria por Andalucía | IULV-CA         | Diego Valderas (es)                        | Gauche Communisme, écologisme, nationalisme                             | 8,1 % des voix 6 députés   |
|                 | Partido Andalucista (fr) Parti andalouciste                                                                | PA              | Antonio Ortega (es) Conseiller au Tourisme | Centre gauche Social-démocratie, fédéralisme, nationalisme              | 7,4 % des voix 5 députés   |

## Résultats

### Total régional
|                          |                                                           |           |       |      |        |               |  |  |  |  |  |  |  |  |
| Parti                    | Parti                                                     | Voix      | %     | +/-  | Sièges | +/-           |  |  |  |  |  |  |  |  |
|                          | Parti socialiste ouvrier espagnol d'Andalousie (PSOE-A)   | 2 260 545 | 50,36 | 6,04 | 61     | 9             |  |  |  |  |  |  |  |  |
|                          | Parti populaire (PP)                                      | 1 426 774 | 31,78 | 6,24 | 37     | 9             |  |  |  |  |  |  |  |  |
|                          | Gauche unie Les Verts – Appel pour l'Andalousie (IULV-CA) | 337 030   | 7,51  | 0,60 | 6      | en stagnation |  |  |  |  |  |  |  |  |
|                          | Partido Andalucista (PA)                                  | 276 674   | 6,16  | 1,27 | 5      | en stagnation |  |  |  |  |  |  |  |  |
|                          | Forum andalou (FA)                                        | 53 288    | 1,19  | Nv   | 0      | en stagnation |  |  |  |  |  |  |  |  |
|                          | Parti socialiste d'Andalousie (PSA)                       | 42 219    | 0,94  | Nv   | 0      | en stagnation |  |  |  |  |  |  |  |  |
|                          | Parti humaniste (PH)                                      | 5 670     | 0,13  | 0,02 | 0      | en stagnation |  |  |  |  |  |  |  |  |
|                          | Nouvelle Gauche verte andalouse (NIVA)                    | 5 065     | 0,11  | Nv   | 0      | en stagnation |  |  |  |  |  |  |  |  |
|                          | Assemblée d’Andalousie (A)                                | 4 544     | 0,10  | 0,01 | 0      | en stagnation |  |  |  |  |  |  |  |  |
|                          | Autres partis                                             | 14 912    | 0,33  | -    | 0      | -             |  |  |  |  |  |  |  |  |
|                          | Vote blanc                                                | 62 451    | 1,39  | 0,10 |        |               |  |  |  |  |  |  |  |  |
|                          |                                                           |           |       |      |        |               |  |  |  |  |  |  |  |  |
| Suffrages exprimés       | Suffrages exprimés                                        | 4 489 172 | 99,35 |      |        |               |  |  |  |  |  |  |  |  |
| Votes nuls               | Votes nuls                                                | 29 373    | 0,65  |      |        |               |  |  |  |  |  |  |  |  |
| Total                    | Total                                                     | 4 518 545 | 100   | -    | 109    | en stagnation |  |  |  |  |  |  |  |  |
| Abstention               | Abstention                                                | 1 533 467 | 25,34 |      |        |               |  |  |  |  |  |  |  |  |
| Inscrits / Participation | Inscrits / Participation                                  | 6 052 012 | 74,66 |      |        |               |  |  |  |  |  |  |  |  |

### Par circonscription
| Circonscription | Circonscription | Almería | Almería | Almería | Almería       | Cadix   | Cadix   | Cadix  | Cadix         | Cordoue | Cordoue | Cordoue | Cordoue       | Grenade | Grenade | Grenade | Grenade       |
| --------------- | --------------- | ------- | ------- | ------- | ------------- | ------- | ------- | ------ | ------------- | ------- | ------- | ------- | ------------- | ------- | ------- | ------- | ------------- |
|                 |                 |         |         |         |               |         |         |        |               |         |         |         |               |         |         |         |               |
| Sièges          | Sièges          | 11      | 11      | 11      | en stagnation | 15      | 15      | 15     | en stagnation | 13      | 13      | 13      | en stagnation | 13      | 13      | 13      | en stagnation |
|                 |                 |         |         |         |               |         |         |        |               |         |         |         |               |         |         |         |               |
|                 |                 | Nombre  | Nombre  | %       | %             | Nombre  | Nombre  | %      | %             | Nombre  | Nombre  | %       | %             | Nombre  | Nombre  | %       | %             |
| Inscrits        | Inscrits        | 427 305 | 427 305 | 100,00  | 100,00        | 927 325 | 927 325 | 100,00 | 100,00        | 633 139 | 633 139 | 100,00  | 100,00        | 694 333 | 694 333 | 100,00  | 100,00        |
| Abstentions     | Abstentions     | 120 362 | 120 362 | 28,17   | 28,17         | 279 821 | 279 821 | 30,18  | 30,18         | 136 620 | 136 620 | 21,58   | 21,58         | 169 323 | 169 323 | 24,39   | 24,39         |
| Votants         | Votants         | 306 943 | 306 943 | 71,83   | 71,83         | 647 504 | 647 504 | 69,82  | 69,82         | 496 519 | 496 519 | 78,42   | 78,42         | 525 010 | 525 010 | 75,61   | 75,61         |
| Nuls            | Nuls            | 1 883   | 1 883   | 0,61    | 0,61          | 4 032   | 4 032   | 0,62   | 0,62          | 3 405   | 3 405   | 0,69    | 0,69          | 3 541   | 3 541   | 0,67    | 0,67          |
| Exprimés        | Exprimés        | 305 060 | 305 060 | 99,39   | 99,39         | 643 472 | 643 472 | 99,38  | 99,38         | 493 114 | 493 114 | 99,31   | 99,31         | 521 469 | 521 469 | 99,33   | 99,33         |
|                 |                 |         |         |         |               |         |         |        |               |         |         |         |               |         |         |         |               |
| Partis          | Partis          | Voix    | %       | Sièges  | +/−           | Voix    | %       | Sièges | +/−           | Voix    | %       | Sièges  | +/−           | Voix    | %       | Sièges  | +/−           |
|                 | PSOE-A          | 140 730 | 46,13   | 6       | 1             | 307 749 | 47,83   | 8      | 2             | 226 246 | 45,88   | 7       | 1             | 255 465 | 48,99   | 7       | 1             |
|                 | PP              | 127 998 | 41,96   | 5       | 1             | 205 625 | 31,96   | 5      | 1             | 151 857 | 30,80   | 4       | 1             | 184 691 | 35,42   | 5       | 1             |
|                 | IULV-CA         | 11 739  | 3,85    | 0       | en stagnation | 42 459  | 6,60    | 1      | en stagnation | 55 474  | 11,25   | 1       | en stagnation | 36 949  | 7,09    | 1       | en stagnation |
|                 | PA              | 13 330  | 4,37    | 0       | en stagnation | 46 810  | 7,27    | 1      | 1             | 31 619  | 6,41    | 1       | en stagnation | 22 541  | 4,32    | 0       | en stagnation |
|                 | Autres          | 7 680   | 2,52    |         |               | 31 945  | 4,96    |        |               | 21 241  | 4,31    |         |               | 14 788  | 2,84    |         |               |
|                 | Blanc           | 3 583   | 1,17    | 8 884   | 1,38          | 6 677   | 1,35    | 7 035  | 1,35          |         |         |         |               |         |         |         |               |

| Circonscription | Circonscription | Huelva  | Huelva  | Huelva | Huelva        | Jaén    | Jaén    | Jaén   | Jaén          | Malaga    | Malaga    | Malaga | Malaga        | Séville   | Séville   | Séville | Séville       |
| --------------- | --------------- | ------- | ------- | ------ | ------------- | ------- | ------- | ------ | ------------- | --------- | --------- | ------ | ------------- | --------- | --------- | ------- | ------------- |
|                 |                 |         |         |        |               |         |         |        |               |           |           |        |               |           |           |         |               |
| Sièges          | Sièges          | 11      | 11      | 11     | en stagnation | 12      | 12      | 12     | en stagnation | 16        | 16        | 16     | en stagnation | 18        | 18        | 18      | en stagnation |
|                 |                 |         |         |        |               |         |         |        |               |           |           |        |               |           |           |         |               |
| Inscrits        | Inscrits        | 378 492 | 378 492 | 100,00 | 100,00        | 525 974 | 525 974 | 100,00 | 100,00        | 1 033 539 | 1 033 539 | 100,00 | 100,00        | 1 431 905 | 1 431 905 | 100,00  | 100,00        |
| Abstentions     | Abstentions     | 101 929 | 101 929 | 26,93  | 26,93         | 103 585 | 103 585 | 19,69  | 19,69         | 292 537   | 292 537   | 28,30  | 28,30         | 329 290   | 329 290   | 23,00   | 23,00         |
| Votants         | Votants         | 276 563 | 276 563 | 73,07  | 73,07         | 422 389 | 422 389 | 80,31  | 80,31         | 741 002   | 741 002   | 71,70  | 71,70         | 1 102 615 | 1 102 615 | 77,00   | 77,00         |
| Nuls            | Nuls            | 1 959   | 1 959   | 0,71   | 0,71          | 3 269   | 3 269   | 0,77   | 0,77          | 4 742     | 4 742     | 0,64   | 0,64          | 6 542     | 6 542     | 0,59    | 0,59          |
| Exprimés        | Exprimés        | 274 604 | 274 604 | 99,29  | 99,29         | 419 120 | 419 120 | 99,23  | 99,23         | 736 260   | 736 260   | 99,36  | 99,36         | 1 096 073 | 1 096 073 | 99,41   | 99,41         |
|                 |                 |         |         |        |               |         |         |        |               |           |           |        |               |           |           |         |               |
| Partis          | Partis          | Voix    | %       | Sièges | +/−           | Voix    | %       | Sièges | +/−           | Voix      | %         | Sièges | +/−           | Voix      | %         | Sièges  | +/−           |
|                 | PSOE-A          | 145 170 | 52,87   | 7      | 1             | 222 596 | 53,11   | 7      | 1             | 349 404   | 47,46     | 8      | 1             | 613 185   | 55,94     | 11      | 1             |
|                 | PP              | 78 997  | 28,77   | 3      | 2             | 135 825 | 32,41   | 4      | 1             | 254 571   | 34,58     | 6      | 1             | 287 210   | 26,20     | 5       | 1             |
|                 | IULV-CA         | 20 103  | 7,32    | 0      | en stagnation | 27 884  | 6,65    | 1      | en stagnation | 55 624    | 7,55      | 1      | en stagnation | 86 798    | 7,92      | 1       | en stagnation |
|                 | PA              | 22 010  | 8,02    | 1      | 1             | 23 943  | 5,71    | 0      | en stagnation | 49 017    | 6,66      | 1      | en stagnation | 67 404    | 6,15      | 1       | en stagnation |
|                 | Autres          | 5 006   | 1,82    |        |               | 4 534   | 1,08    |        |               | 16 318    | 2,22      |        |               | 24 186    | 2,21      |         |               |
|                 | Blanc           | 3 318   | 1,21    | 4 338  | 1,04          | 11 326  | 1,54    | 17 290 | 1,58          |           |           |        |               |           |           |         |               |

## Analyse

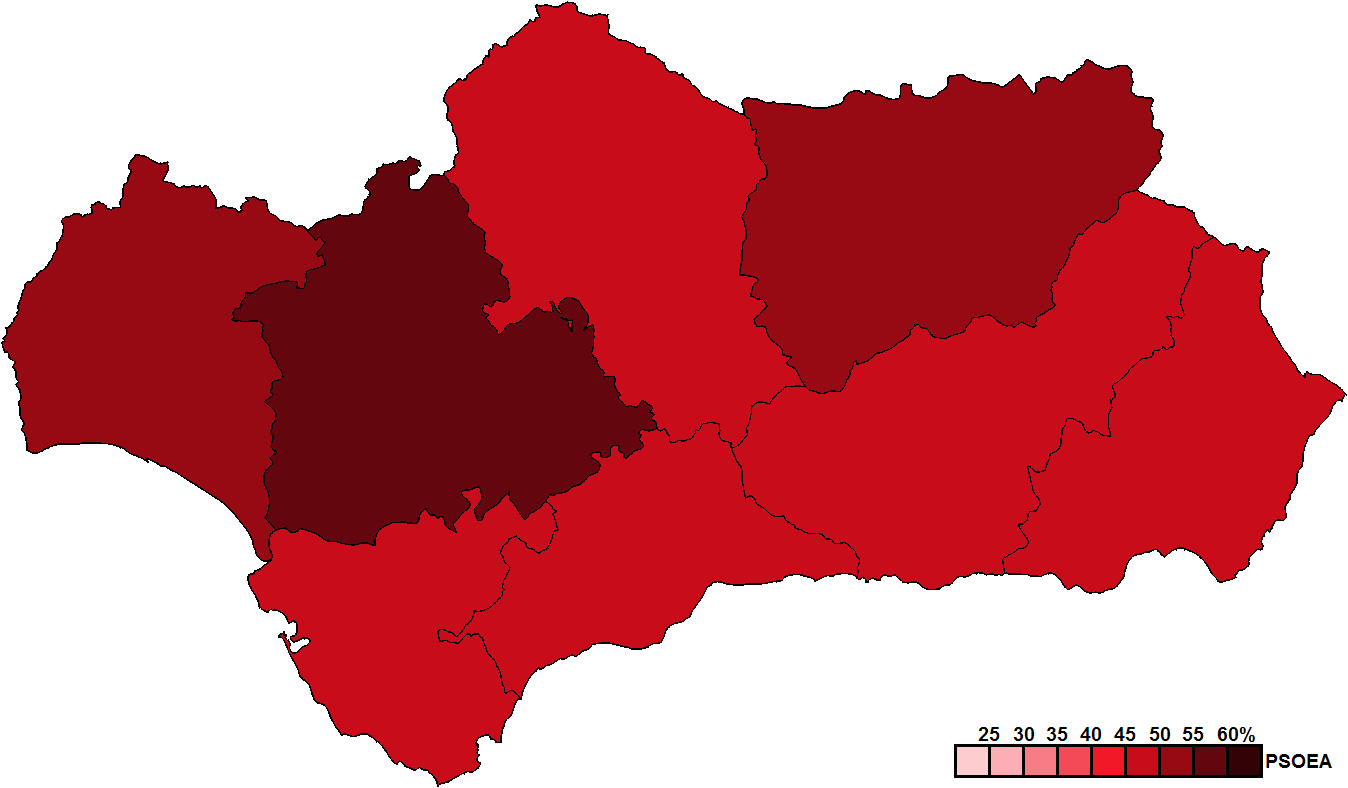
Parti arrivé en tête par circonscription et intensité de son score.

Le taux de participation, proche de 75 %, est le deuxième plus élevé pour des élections autonomiques et enregistre une forte progression par rapport au scrutin de 2000.
Franchissant pour la première fois le plafond des deux millions de voix à l'occasion d'élections au Parlement d'Andalousie, le Parti socialiste (PSOE-A) du président de la Junte Manuel Chaves, chef de file électoral pour la cinquième fois consécutive, remporte les élections régionales pour la septième fois d'affilée. Il l'emporte avec 61 députés, neuf de plus que précédemment et six de plus que le seuil pour gouverner seul, une première en dix ans. Si la victoire était attendue, aucun sondage n'avait anticipé un succès d'une telle ampleur, le deuxième meilleur résultat après celui des élections de 1982,.
Le Parti populaire (PP) de la maire de Cadix Teófila Martínez subit à l'inverse une sévère correction et recule jusqu'à son niveau de 1990 avec Gabino Puche. Dans l'opposition depuis 22 ans, il perd neuf sièges de député et sept points de pourcentage en quatre ans, et voit l'écart avec le PSOE-A s'accroître jusqu'à 24 sièges et près de 20 points de pourcentage. Craignant qu'une forte participation ne favorise le parti au pouvoir, la direction du PP avait adopté une stratégie de campagne de basse intensité, pour éviter une mobilisation électorale qui s'est finalement produite à son détriment.
La Gauche unie Les Verts – Appel pour l'Andalousie (IULV-CA) et le Partido Andalucista (PA) conservent leurs représentations, avec respectivement six et cinq sièges de parlementaires. Le résultat du Parti socialiste contraint cependant le Partido Andalucista à retourner dans l'opposition.

## Suites
Le 21 avril, Manuel Chaves est investi pour un cinquième mandat, par 61 voix favorables sur 109, 36 contre et 11 abstentions : si le Parti populaire lui refuse sa confiance, la Gauche unie et le Partido Andalucista font le choix de s'abstenir. Il présente son nouveau gouvernement dès le lendemain, qui compte huit femmes et six hommes, ce qui en fait le premier gouvernement en Espagne à majorité féminine. Les 14 conseillers sont assermentés le 25 avril.